# 空也最中

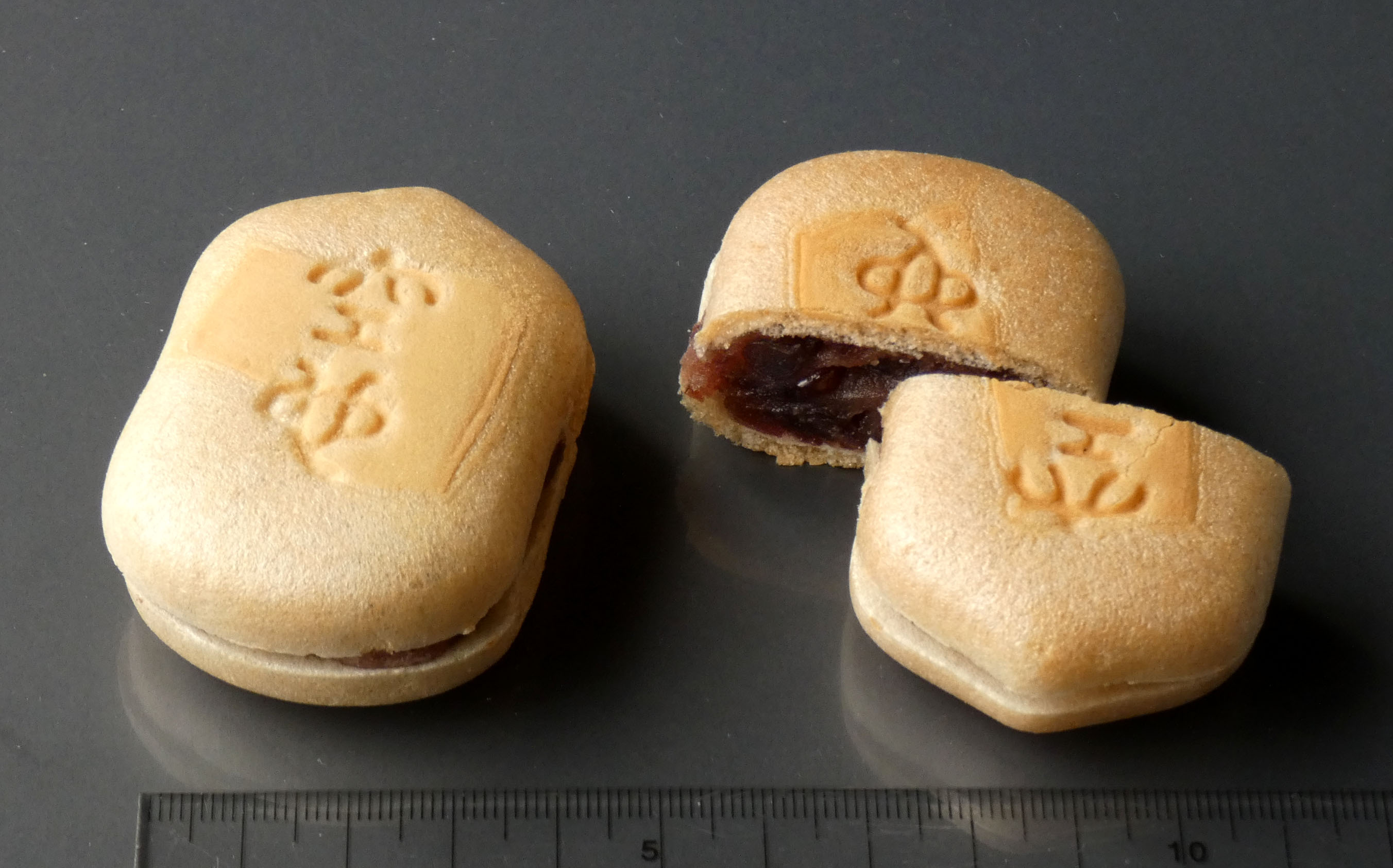

空也最中（くうやもなか）は銀座の和菓子店の空也が製造・販売する最中。
2、3口で食べられる小ぶりの瓢箪型をしており、焦がしたもち米の皮は中央に凹字で「空也」と刻まれ、中は小豆餡が入っている。明治時代から作られ続け、入手困難な「幻の最中」とも言われる。
隠し味なしでシンプルに小豆と砂糖で作ったすっきりと控えめな甘さの餡と、香ばしくほんのりほろ苦い皮のコンビネーションが空也最中の魅力であり、できたては皮がパリッとして餡が中から飛び出してくることもあるが、日数が経つと皮と餡が馴染んでサクッとした触感に変わる。そうして日ごとに変わってゆく味わいの変化も空也最中の楽しみ方の一つである。一年を通じ常温で1週間ほど日持ちし、硬くなった場合は数個まとめて鍋に入れて水を加え、汁粉にするのもよい。
空也最中の一番の特徴は、「焦がし種」とよばれる香ばしい皮である。皮は代々付き合いがある専門店の種萬に特注している。瓢箪の形は、もち米で作った四角い餅を圧して型にしている（そのため跡が四角く残って見える）。またそれを軽く焦がして風味をつけるが、これは空也の初代が、贔屓にしていた九代目・市川団十郎の楽屋を訪ねた折、団十郎が長火鉢の引き出しから最中を取り出して炙って勧めてきて、それが美味なのに感じ入ったのが始まりである。中の餡は、店が入っている銀座のビルの7階で毎朝7時から仕込んでいる。使っている小豆は北海道の契約農家が減農薬で栽培した「元気豆」で、それに白ざらめを加えて十分に火を入れて炊き、仕上げに水飴でつや出ししている。添加物や保存料は使っていない。餡を練るのに機械を使ってはいるが、煮え具合、水分の蒸発具合、香りなどは熟練の職人が入念に目を光らせ仕上げていっている。餡を皮に詰める作業はビルの地下1階の機械で行っている。空也最中は一日に約8000個が作られるが、人気が高く予約なしで買うことはほぼ不可能で、宅配などはせず店頭での現金販売しかしていない。2017年時点で1個103円である。

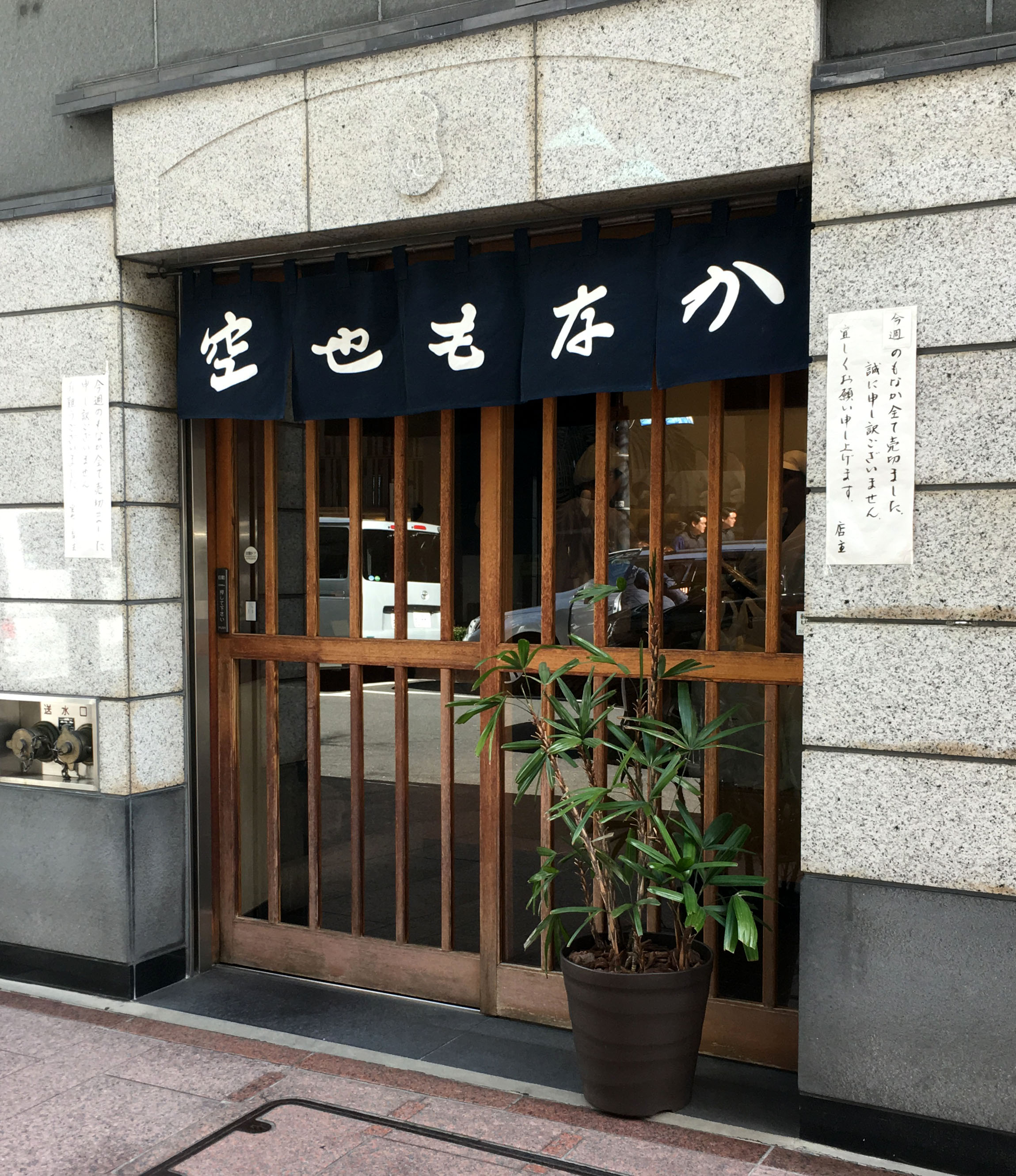
空也の店構え（銀座・並木通り）

空也の初代は、もとは畳屋として江戸城に出入りしていたが、大政奉還で職を失った。そして、瓢箪を叩きながら踊る踊り念仏の関東空也衆で親しくしていた日本橋の榮太樓總本鋪の主人から、職人を集めて和菓子屋になることを勧められ、1884年に上野の池之端で店を創業した。従って屋号の由来は空也上人であり、空也最中の瓢箪型も踊り念仏で使う瓢箪に由来する。空也は夏目漱石をはじめ林芙美子、舟橋聖一など明治から昭和にかけての文豪たちから懇意にされ、『吾輩は猫である』など、彼らの作品の中で「空也もなか」や「空也餅」がしばしば登場する。初代は跡継ぎがいなかったため、大番頭だった山口家がその後は代々店を継いでいる。池之端の店は1945年の東京大空襲で焼け、1949年に三代目の知人の勧めで銀座へ移転し、木造二階建ての店構えで店を再開した。1973年に現在のビルに建て替えて中に製造機械を導入した（それまでは全てが手作業だった）。空也は空也最中以外でも、繊細な細工を要するというよりは江戸らしい比較的シンプルな和菓子を主に手掛けており、2011年には餡の魅力にフォーカスした姉妹ブランドの「空いろ」を立ち上げた。